# Округ Чокто (Мисисипи)
Округ Чокто (енгл. Choctaw County) је округ у америчкој савезној држави Мисисипи.

## Демографија
По попису из 2010. године број становника је 8.547, што је 1.211 (-12,4%) становника мање него 2000. године.
| Група             | 2000.         | 2010.         |
| Белци             | 6.613 (67,8%) | 5.803 (67,9%) |
| Афроамериканци    | 2.994 (30,7%) | 2.574 (30,1%) |
| Азијати           | 13 (0,1%)     | 8 (0,1%)      |
| Хиспаноамериканци | 79 (0,8%)     | 76 (0,9%)     |
| Укупно            | 9.758         | 8.547         |